# 1994 في جمهورية أيرلندا
فيما يلي قوائم الأحداث التي وقعت خلال عام 1994 في جمهورية أيرلندا.

## سياسة

### تعيين في المنصب
- 18 نوفمبر – ألبرت رينولدز وزير الخارجية والتجارة [الإنجليزية]‏.
- 18 نوفمبر – مايكل سميث وزير التربية والمهارات [الإنجليزية]‏.
- 19 نوفمبر – بيرتي أهرن تانيست.
- 15 ديسمبر – إندا كيني وزير السياحة والثقافة والفنون وجايلتاخت والرياضة والإعلام [الإنجليزية]‏.
- 15 ديسمبر – جون بروتون تاوسيتش.
- 20 ديسمبر – جوان بيرتون Minister of State at the Department of Foreign Affairs [الإنجليزية]‏.

### انتهاء فترة المنصب
- 15 يوليو – بات كوكس نائب دييل.
- 19 نوفمبر – ألبرت رينولدز زعيم  فيانا فايل [الإنجليزية]‏،وزير الخارجية والتجارة [الإنجليزية]‏، تاوسيتش.
- 14 ديسمبر – مايكل سميث Minister for Housing, Local Government and Heritage [الإنجليزية]‏،وزير التربية والمهارات [الإنجليزية]‏.
- 15 ديسمبر – بريان كوين وزير النقل والسياحة والرياضة [الإنجليزية]‏.
- 15 ديسمبر – بيرتي أهرن وزير المالية [الإنجليزية]‏، تانيست.

## أفلام
من الأفلام التي صدرت هذه السنة في جمهورية أيرلندا:
- 12 ديسمبر – باسم الأب من إخراج جيم شيريدان.

## مواليد

### سبتمبر
- 4 سبتمبر – كينيث ماكيفوي لاعب كرة قدم أيرلندي.

## وفيات

### سبتمبر
- 26 سبتمبر – دايفيد ويب (مواليد 1912) عالم نبات أيرلندي.